# Pterodroma cahow

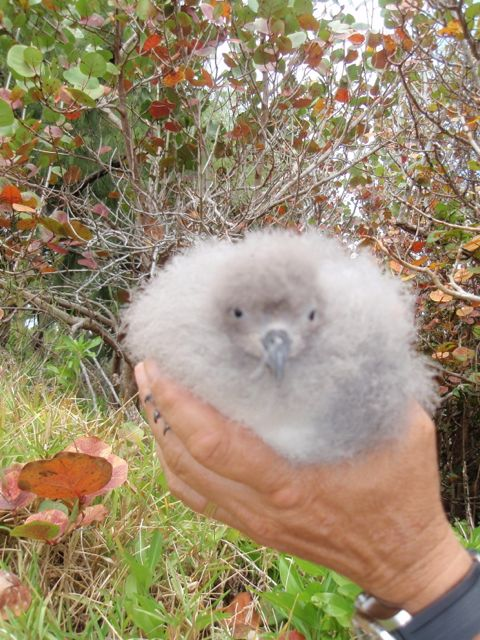
Polluelo de fardela de Bermudas.

El petrel cahow o fardela de Bermudas (Pterodroma cahow), es una especie de ave procelariforme de la familia Procellariidae endémica del archipiélago de Bermudas. Se creía extinto desde hace casi tres siglos, hasta su redescubrimiento en 1951 cuando fueron encontrados 18 pares de nidos, siendo esta especie un taxón lázaro.